# OpenBCI

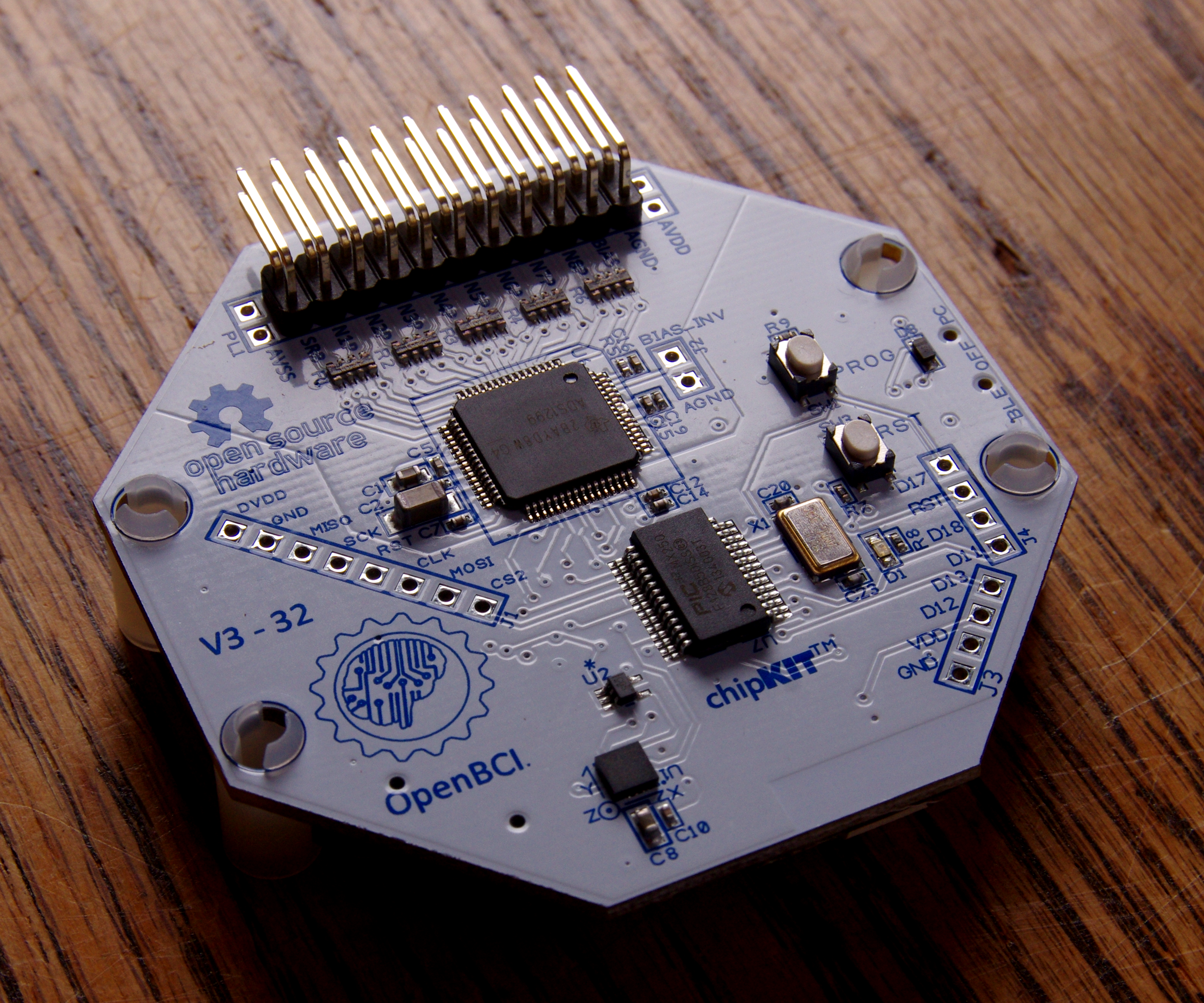
Placa OpenBCI de 32 bits

OpenBCI es una plataforma de tecnología BCI (Brain-Computer Interface) o interfaz cerebro-computadora de código abierto. Fue creada por Joel Murphy y Conor Russomanno, después de una exitosa campaña de Kickstarter a fines de 2013.
Las placas OpenBCI se pueden utilizar para medir y registrar la actividad eléctrica producida por el cerebro (EEG), los músculos (EMG) y el corazón (EKG), y son compatibles con los electrodos EEG estándar. Las placas OpenBCI se pueden usar con la interfaz gráfica de usuario OpenBCI de código abierto, o se pueden integrar con otras herramientas de procesamiento de señales EEG de código abierto.

## Hardware
La placa OpenBCI de 32 bits utiliza ADS1299, un IC desarrollado por Texas Instruments para mediciones de biopotenciales. El OpenBCI usa un microcontrolador para el procesamiento integrado: la versión de 8 bits (ahora en desuso) usa un IC ATmega328P compatible con Arduino, mientras que la placa de 32 bits usa un microcontrolador PIC, y puede escribir los datos de EEG en una tarjeta SD o transmitirlos a software en una computadora a través de un enlace bluetooth.